# Egis Gyógyszergyár Zrt.
Az Egis Gyógyszergyár Zrt. magyar gyógyszergyártó vállalat. Tevékenysége kiterjed az originális kutatástól és generikus fejlesztéstől a hatóanyag- és készgyógyszer-gyártáson át az értékesítésig. A vállalat készítményei összesen 100 országba jutnak el a társaság saját leányvállalatain és képviseletein, valamint partnerein keresztül.

## Története
Az Egis egyik jogelődjét, a Dr. Wander Gyógyszer- és Tápszergyárat Balla Sándor gyógyszerész a svájci dr. Albert Wanderrel közösen alapította Budapesten 1913-ban, Kőbányán. A céget a Nyugat-Európában már sikeres Ovomaltine malátaalapú tápszer gyártására hozták létre, hogy innen lássák el a kelet-európai, illetve balkáni piacokat.
A gyógyszerkutatás már az 1930-as évek elején elkezdődött a vállalatnál. 1933-ban megnyílt az önálló kutatólaboratórium, 1937-re pedig kifejlesztették és forgalomba hozták az első heterociklusos szulfonamid készítményt, a Ronint. 1940-ben a szomszédos terület felvásárlásával bővült a Keresztúri úti gyártelep, és korszerű berendezésekkel megújult a termelés is.
A vállalatot 1948-ban államosították, majd Népgazdasági Tanács 1950. február 8-i határozata alapján egyesítették a Palik és Társa Gyógyszer és Vegyészeti Gyárral, az Octan Gyógyszervegyészeti Gyárral, Krompecher Tápszer és Gyógyszeripari Kft-vel. Így jött létre az az Egyesült Gyógyszer és Tápszergyár Nemzeti Vállalat; ehhez csatolták szintén 1950-ben az Egger Leó és Egger Izidor Gyógyszervegyészeti Gyárat, majd 1952-ben a Medichemia Közkereseti Társaságot. 
A későbbiekben az állami vállalat Egyesült Gyógyszer- és Tápszergyár (EGYT)  néven működött egészen az 1985-ös névváltásig.
A vállalatnál az ötvenes években hatalmas léptékű fejlesztések zajlottak:1959-1961 között a C-vitamin és a klóramfenikol gyártására új csarnokok épültek, központi tartálypark és oldószerállomás létesült, melyek közelében iparvágány és hétszintes raktártömb épült. Létrejött a vállalati hűtőrendszer és a termelést energiával ellátó erőmű, 1963-ban felépült a laborépület. Nagymértékben bővült a termékpaletta is, és egyre jellemzőbbé váltak a nagy volumenű gyártási folyamatok. Az egyik vezető termék a C-vitamin mellett az antibakteriális hatású, Chlorocid márkanéven forgalmazott klóramfenikol volt, amelyből nagy arányban szállított exportra is a vállalat. A késztermékek mellett jelentős volt a hatóanyaggyártás is, amelyek egy részét nyugatra exportálták.
A kutatómunka eredményeként a hatvanas évektől a vállalat több originális készítményt fejlesztett ki és hozott forgalomba. Ezek közül az egyik legsikeresebb egy exportcikként is igen eredményes simaizomgörcs-oldó gyógyszer volt, amelynek feltalálásáért 1985-ben a gyár több dolgozóját – dr. Budai Zoltán vegyészmérnököt, laboratóriumvezetőt, dr. Erdélyi Andorné dr. Petőcz Lujza, farmakológus szakorvost, laboratóriumvezetőt, dr. Kenderfi József közgazdászt, kereskedelmi igazgatót, Mészáros Róbert vegyészt, termelési főosztályvezetőt, dr. Pallos László vegyészmérnököt, kutatási igazgatót – Állami Díjjal tüntették ki. 
Szintén originális kutatás eredménye volt a központi idegrendszerre ható, tofizopam hatóanyagú készítmény, amelynek hazai forgalmazása 1974-ben kezdődött. Ez a termék szintén a vállalat egyik kiemelkedően eredményes termékének számít, Argentínába, Franciaországba és Japánba is exportálták – utóbbiban különösen nagy sikerrel.
Az új termékek gyártása új technológiákat igényelt, ezért a hetvenes években több korszerű gyártócsarnok is épült, a vállalat több eredményes kutatói-tudományos együttműködést is kialakított. Ugyancsak nagy hangsúlyt fektetett – már a kezdetektől – az orvosok, gyógyszerészek tájékoztatására. Erre szolgált a már a Wander-érában megjelenő Novitates című folyóirat.
Irodalomtörténeti érdekesség, hogy 1958 és 1963 között a vállalatnál dolgozott az akkor az irodalmi életből kiszorított Örkény István. A gyógyszerész-vegyészmérnök végzettségű írót az 1956-os forradalommal szemben tanúsított szolidáris magatartása miatt ítélte szilenciumra a kultúrpolitika. A vállalatnál töltött éveire tehető alkotói megújulása, ekkor születtek az első Egyperces novellák, a Tóték, illetve a Macskajáték első változatai.
1969-ben tették le Körmenden az új üzemegység alapkövét, amelyet a vállalat egyik vezető termékcsoportja, a tejalapú csecsemőtápszerek gyártására hoztak létre. Az új üzem 1973-ban kezdte meg a munkát, ezzel a budapesti telephelyen megszűnt a tápszergyártás. Ezt követően a galenikus készítmények – azaz nem szilárd gyógyszerformájú termékek: kenőcsök, krémek, kúpok, oldatok, aeroszolok stb. – gyártása került át Körmendre, később a telephely tabletta- és csomagolóüzemmel is bővült. A tápszergyártás a következő két évtizedben fokozatosan csökkent, majd megszűnt. A tápszergyártással egy időben jégkrém is készült a körmendi gyáregységben: a Roll jégkrém rendkívül népszerű, megjelenésekor hiánypótló termék volt a hazai piacon.[forrás?]
A vállalat a szocializmus évei alatt a magyar gyógyszeripar egyik zászlóshajójává vált,[forrás?] exporttevékenysége kiemelkedő volt.[forrás?] A fejlődő külföldi kapcsolatok miatt azonban egyre fontosabbá vált, hogy a társaság neve idegen nyelveken is könnyen megjegyezhető, jól (és minél egységesebben) kiejthető legyen. Ezen okok vezettek a névváltoztatáshoz: a vállalat 1985. január 1 óta viseli az Egis nevet, a szó Pallasz Athéné pajzsára, az ’aigisz’- ra (aigiς) utal.
1993-ban az Egis megnyitotta a nyugat-európai színvonalú termelési és kutatási telephelyét Budapest XVI. kerületében a Bökényföldi úton. A korszerű, 8000 négyzetméteres épület 110 kutató munkahelye lett.
A privatizáció során a vállalat 1991-ben alakult részvénytársasággá. Részvényeit 1994-ben vezették be a Budapesti Értéktőzsdére. 1995-ben a francia Servier gyógyszergyár lett a társaság többségi tulajdonosa és stratégiai partnere.
Az Egis 2006-tól átfogó korszerűsítésbe kezdett, megújultak hatóanyag- és késztermékgyártó üzemei, bővült kutatás-fejlesztési kapacitása. A körmendi telephelyen szintén folyamatosak a fejlesztések: az elmúlt években felépült egy új, modern, 4000 négyzetméter alapterületű galenikus üzem, nagy beruházás keretében bővült a csomagolóüzem kapacitása, valamint új épületbe kerültek át a gépsorok. Emellett kis mennyiségben is nagy biológiai hatást kifejtő, jellemzően onkológiai készítmények és azok hatóanyagának előállítására és fejlesztésére alkalmas kapacitásokat is kiépített az Egis. Így lehetővé vált, hogy az onkológiai készítmények esetében is a fejlesztéstől a hatóanyaggyártáson át (Budapest) a késztermékgyártásig (Körmend) valamennyi gyógyszeripari értékteremtő folyamat a vállalaton belül maradjon.
2023-ban, a vállalat alapításának 110. évfordulóján a társaság elindította hatóanyag-bérfejlesztő és -bérgyártó üzletágát.

## Tulajdonosi háttér
A Servier-csoport 2013 szeptemberében önkéntes nyilvános vételi ajánlatot tett az Egis valamennyi, általa még nem tulajdonolt részvényének megvásárlására. Az ajánlat és az azt követő kiszorítási eljárás lezárultával a Servier-csoport 2013. december folyamán az Egis részvényeinek 100%-os tulajdonosává vált, és ezzel egyúttal megszűnt az Egis törzsrészvényeinek jegyzése is a Budapesti Értéktőzsdén.

## Kutatás-fejlesztés
Az Egis a 2022-2023 üzleti évben közel 19 milliárd forintot fordított kutatásra és fejlesztésre. Gyógyszerfejlesztési sikereit az elmúlt két évtizedben számos alkalommal ismerték el innovációs díjjal, és elnyerte a 2012-es és 2023-as Innovációs Nagydíjat is.[forrás?] Az egyre nehezedő hazai körülmények ellenére bővítette innovációs kapacitásait. 2012 második felében közel egy időben adta át három új, együttesen 7,6 milliárd forint értékű kutatási létesítményét: Budapesten az új Gyógyszertechnológiai Fejlesztő- és Kísérleti Üzemet és az Analitikai Fejlesztő Laborépületét, illetve körmendi Analitikai Fejlesztő Laboratóriumát.

## Termelés
Az Egis 5-5,5 milliárd tablettát, 155-165 millió doboz gyógyszert és több mint 2500 tonna hatóanyagot és intermediert gyárt évente. Gyártási rendszere megfelel a nemzetközi GMP (Good Manufacturing Practice) elveknek és a magyar OGYI (Országos Gyógyszerészeti Intézet), valamint az amerikai FDA (Food and Drug Administration) előírásainak.
Termékei három magyarországi telephelyén készülnek: székhelyén, a budapesti Keresztúri úton találhatók hatóanyaggyártó üzemei, a Bökényföldi úton működnek injekció-, tabletta és csomagoló üzemei, valamint itt található készáruraktárainak egyike is.
Körmendi gyáregységének tablettaüzemében tabletták, drazsék és pelletek készülnek, galenikus üzemében kenőcsöket, kúpokat, oldatokat, szirupokat és aeroszolokat gyárt.

## Termékei
Az Egis hatóanyagokat és gyógyszereket egyaránt gyárt. a 2022-2023 üzleti évben 158-féle hatóanyagból 177 termékcsalád gyógyszereit forgalmazta. A szív- és érrendszerre, a központi idegrendszerre, ható gyógyszerek forgalmi részesedése meghatározó. Egyéb más terápiás területek mellett diabetológiai, illetve bőr- és sebkezelésre szolgáló készítményeket is kínál.

## Környezetvédelem
Az Egis ipari ökológiájának legfontosabb elemei a tisztább termelés, az energiaracionalizálás, a levegő tisztaságának megőrzése, a zajvédelem, a szennyvízkezelés, a talajvíz kármentesítés, valamint a hulladékgazdálkodás. Fejlesztései, korszerűsítő beruházásai során mindig a legkorszerűbb technológiák alkalmazására törekszik, melyek révén az elmúlt években jelentősen csökkent energia- és vízfelhasználása, nőtt az újrahasznosított hulladékok aránya.[forrás?]
Telephelyein szelektíven gyűjtik az irodai papírt, a kartonpapírt, az üveget, az elektromos fénycsöveket, a szárazelemeket és a műanyag forgácsot, az italos kartondobozokat (Tetra Pak), az üdítős fémdobozokat, a PET palackokat, valamint az elektronikai adathordozókat.[forrás?]
Kertfenntartóik összesen 35 hektárnyi parkosított területet gondoznak. Az Egis a XVI. kerületi Bökényföldi úton felvásárolt és megtisztított egy iparilag szennyezett ingatlant.[forrás?] A terület rekultivációja 2000-ben kezdődött. Azóta több mint 6000 lombos fát, 5300 virágzó cserjét és 1400 fenyőt, valamint növényritkaságokat ültettek a 15 hektáros arborétumba.[forrás?]

## Iparvágány
Az üzemet iparvágány köti össze a Felsőrákosi MÁV-telepen keresztül Rákos vasútállomással. Érdekesség, hogy – eltérően a budapesti gyárak iparvágányainak nagy részétől – még napjainkban is aktív teherforgalom zajlik az EGIS vágányán.